# Dobroteşti
Dobroteşti es una comuna ubicada en el distrito de Dolj, Rumania.

## Superficie
Posee una superficie de 32,91 kilómetros cuadrados.

## Demografía
Hasta 2021 la población era de 1406 habitantes, con una densidad de población de 42,72 habitantes por kilómetro cuadrado.